# Tux Paint
Tux Paint — свободная программа для рисования (растровый графический редактор), ориентированная на детей в возрасте 3—12 лет. Изначально была создана для Linux, позже портирована для Windows, macOS, Android и других операционных систем. Имеет многоязычный интерфейс, в том числе русский.

## Описание
При рисовании можно использовать кисти, линии, формы и т. д. Поддерживаются фильтры, типа осветления и затемнения. В программе есть большая коллекция изображений-шаблонов (все под свободной лицензией) для использования в рисовании. Вставка готовых шаблонов осуществляется через меню Штампы, при этом в правой инструментальной панели на кнопках появляются миниатюры изображений-шаблонов (штампов). Для каждого штампа можно подобрать индивидуальный размер.
В версии 0.9.17 добавлена возможность работать со штампами в векторном формате SVG. В программу также можно добавлять свои раскраски.
Эмблемой и частью названия программы является символ операционной системы Linux — пингвин Tux. Второе составляющее названия — слово Paint (/peɪnt/, англ. «рисовать красками») — указывает на принадлежность программы к растровым графическим редакторам.

## Настройка

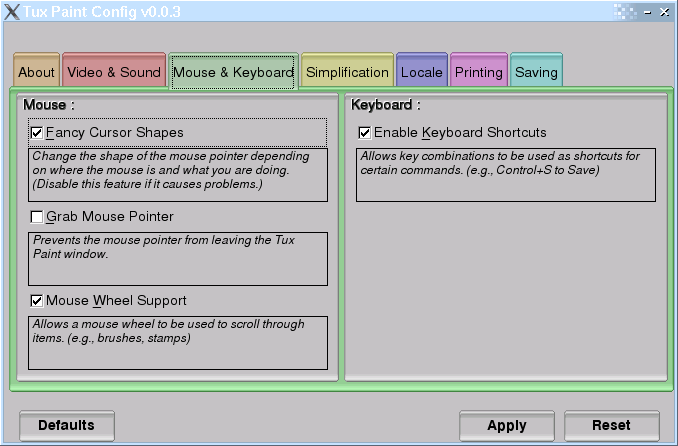
Tuxpaint-config

Настройка Tux Paint осуществляется отдельной программой tuxpaint-config. С её помощью можно регулировать различные параметры: разрешение экрана, полноэкранный режим, звуковые эффекты, вывод изображения на печать, закрытие программы.